# Världsmästerskapen i fäktning 2015
Världsmästerskapen i fäktning 2015 var den 63:e upplagan av världsmästerskapen i fäktning sedan 1937. Tävlingarna i de olika grenarna hölls vid Olimpijskij-arenan i Moskva, Ryssland, under perioden 13–19 juli 2015.

## Schema
| Gren          | 13/7 | 14/7 | 15/7 | 16/7 | 17/7 | 18/7 | 19/7 |
| ------------- | ---- | ---- | ---- | ---- | ---- | ---- | ---- |
| Florett       |      |      | X    | 1    |      |      |      |
| Florett i lag |      |      |      |      |      | X    | 1    |
| Sabel         | X    | 1    |      |      |      |      |      |
| Sabel i lag   |      |      |      | X    | 1    |      |      |
| Värja         |      | X    | 1    |      |      |      |      |
| Värja i lag   |      |      |      |      | X    | 1    |      |

| Gren          | 13/7 | 14/7 | 15/7 | 16/7 | 17/7 | 18/7 | 19/7 |
| ------------- | ---- | ---- | ---- | ---- | ---- | ---- | ---- |
| Florett       |      |      | X    | 1    |      |      |      |
| Florett i lag |      |      |      |      |      | X    | 1    |
| Sabel         | X    | 1    |      |      |      |      |      |
| Sabel i lag   |      |      |      | X    | 1    |      |      |
| Värja         |      | X    | 1    |      |      |      |      |
| Värja i lag   |      |      |      |      | X    | 1    |      |

## Medaljsummering

### Damernas tävlingar
| Gren                             | Guld                                                                        | Silver                                                                         | Brons                                                                              |
| Florett Detaljer...              | Inna Deriglazova (RUS)                                                      | Aida Sjanajeva (RUS)                                                           | Arianna Errigo (ITA) · Nzingha Prescod (USA)                                       |
| Florett (lagtävling) Detaljer... | Italien Martina Batini Elisa Di Francisca Arianna Errigo Valentina Vezzali  | Ryssland Julija Birjukova Inna Deriglazova Larisa Korobejnikova Aida Sjanajeva | Frankrike Anita Blaze Astrid Guyart Pauline Ranvier Ysaora Thibus                  |
| Sabel Detaljer...                | Sofja Velikaja (RUS)                                                        | Cécilia Berder (FRA)                                                           | Shen Chen (CHN) · Anna Márton (HUN)                                                |
| Sabel (lagtävling) Detaljer...   | Ryssland Jekaterina Djatjenko Jana Jegorjan Julija Gavrilova Sofja Velikaja | Ukraina Olha Charlan Alina Komashchuk Olena Kravatska Olena Voronina           | USA Ibtihaj Muhammad Anne-Elizabeth Stone Dagmara Wozniak Mariel Zagunis           |
| Värja Detaljer...                | Rossella Fiamingo (ITA)                                                     | Emma Samuelsson (SWE)                                                          | Xu Anqi (CHN) · Sarra Besbes (TUN)                                                 |
| Värja (lagtävling) Detaljer...   | Kina Hao Jialu Sun Yiwen Sun Yujie Xu Anqi                                  | Rumänien Ana Maria Branza Loredana Dinu Simona Gherman Simona Pop              | Ukraina Anastasia Ivchenko Olena Kryvytska Ksenija Panteljejeva Anfisa Potsjkalova |

### Herrarnas tävlingar
| Gren                             | Guld                                                                       | Silver                                                                           | Brons                                                             |
| Florett Detaljer...              | Yūki Ōta (JPN)                                                             | Alexander Massialas (USA)                                                        | Artur Achmatchuzin (RUS) · Gerek Meinhardt (USA)                  |
| Florett (lagtävling) Detaljer... | Italien Giorgio Avola Andrea Baldini Andrea Cassarà Daniele Garozzo        | Ryssland Artur Achmatchuzin Aleksej Cheremisinov Renal Ganejev Dmitry Rigin      | Kina Chen Haiwei Lei Sheng Ma Jianfei Li Chen                     |
| Sabel Detaljer...                | Aleksej Jakimenko (RUS)                                                    | Daryl Homer (USA)                                                                | Tiberiu Dolniceanu (ROU) · Max Hartung (GER)                      |
| Sabel (lagtävling) Detaljer...   | Italien Enrico Berrè Luca Curatoli Aldo Montano Diego Occhiuzzi            | Ryssland Kamil Ibragimov Nikolaj Kovaljov Veniamin Reshetnikov Aleksej Jakimenko | Tyskland Max Hartung Nicolas Limbach Matyas Szabo Benedikt Wagner |
| Värja Detaljer...                | Géza Imre (HUN)                                                            | Gauthier Grumier (FRA)                                                           | Patrick Jørgensen (DEN) · Jung Seung-hwa (KOR)                    |
| Värja (lagtävling) Detaljer...   | Ukraina Anatolij Herey Dmytro Karjutsjenko Maksym Khvorost Bohdan Nikishyn | Sydkorea Jung Seung-hwa Kweon Young-jun Na Jong-kwan Park Kyoung-doo             | Schweiz Peer Borsky Max Heinzer Fabian Kauter Benjamin Steffen    |